# Sozialgericht Trier

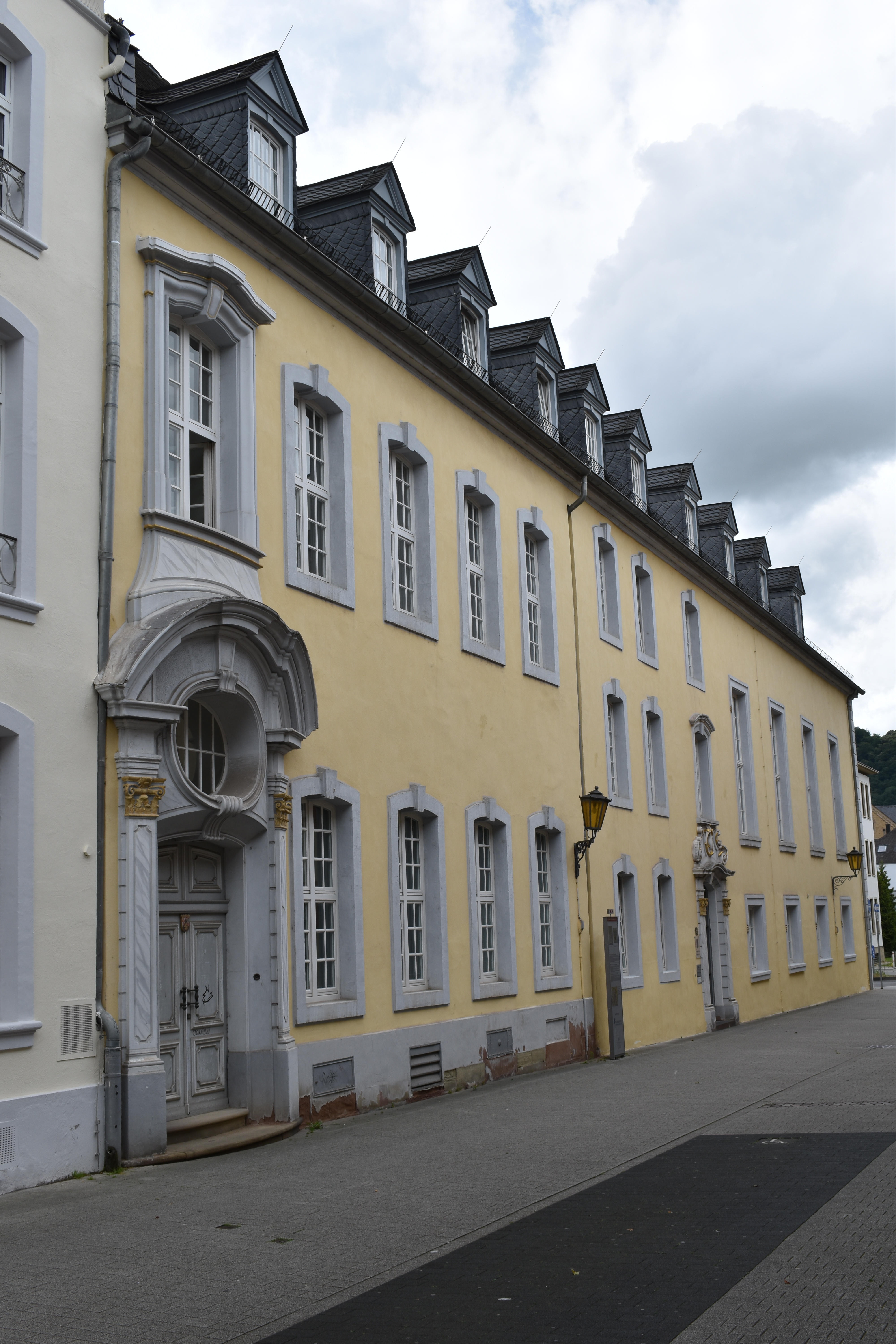
Gerichtsgebäude Dietrichstraße 13

Das Sozialgericht Trier ist ein Gericht der Sozialgerichtsbarkeit von Rheinland-Pfalz. 

## Gerichtssitz und -bezirk
Das Sozialgericht (SG) hat seinen Sitz in Trier. Der Gerichtsbezirk umfasst die Stadt Trier sowie die Landkreise Bernkastel-Wittlich, Bitburg-Prüm, Trier-Saarburg und Vulkaneifel (§ 9 Abs. 2 Nr. 4 GerOrgG Rheinland-Pfalz). Es ist eines von vier Sozialgerichten im Bezirk des Landessozialgerichts Rheinland-Pfalz.

## Präsidenten
- 1985–2006: Johannes Rautert
- 2008–2017: Jürgen Didong
- 2017–2019: Stephan Gutzler
- seit 2020: Petra Cormann

## Gerichtsgebäude
Das Gerichtsgebäude befindet sich in der Dietrichstraße 13. In dem Gebäude sind auch das Arbeitsgericht Trier und ein Saal des Landgerichts Trier untergebracht.

## Übergeordnete Gerichte
Dem Sozialgericht Trier sind das Landessozialgericht Rheinland-Pfalz und das Bundessozialgericht übergeordnet.